# Top Cat: Началото на мафията
Top Cat: Началото на мафията (на английски: Top Cat Begins) е компютърна анимация от 2015 г., продуцирана от Ánima Estudios и разпространена от Warner Bros. Pictures в Мексико. Филмът е базиран на едноименния анимационен сериал от „Хана-Барбера“ и е прелюдия на сериала и на предишния филм. Премиерата се състои в Мексико на 30 октомври 2015 г.

## В България
В България филмът е пуснат по кината на 19 август 2016 г. от „Тандем филм“. Дублажът е нахсинхронен и в него участват Елена Бойчева, Атанас Сребрев, Иван Велчев, Петър Бонев, Стоян Цветков, Светломир Радев и Илиян Пенев.